# Дакнисы
Дакнисы (лат. Dacnis) — род птиц из семейства танагровых (Thraupidae). Распространены в Центральной и Южной Америке.

## Виды
В состав рода включают 10 видов:
- Dacnis albiventris — Белобрюхий дакнис
- Dacnis berlepschi — Красногрудый дакнис
- Dacnis cayana — Синий дакнис
- Dacnis egregia (Sclater, 1855)
- Dacnis flaviventer — Желтобрюхий дакнис
- Dacnis hartlaubi — Бирюзовый дакнис
- Dacnis lineata — Масковый дакнис
- Dacnis nigripes — Черноногий дакнис
- Dacnis venusta — Краснобёдрый дакнис
- Dacnis viguieri — Панамский дакнис